# Mobius Strip
《Mobius Strip》(뫼비우스 스트립, 뫼비우스의 띠)은 1996년 8월에 발표한 조윤의 데뷔 음반이자 첫 정규 음반이다

## 설명
조윤이 이끄는 솔로 프로젝트 윤(輪)의 데뷔 음반으로 조윤이 23세 때부터 구상해온 데모 테이프인 〈Modern Eve〉를 토대로 한 음반이다. 프로그레시브 록, 아트 록을 추구했으며 가사와 음악에 담긴 철학적 메시지가 인상적이다.

## 수록곡
전체 작사·작곡: 조윤
| #  | 제목                                        | 재생 시간 |
| -- | ------------------------------------------- | --------- |
| 1. | 〈PROLOGUE〉                                | 1:24      |
| 2. | 〈방랑야인 (放浪野人)〉                     | 6:57      |
| 3. | 〈암영 (暗影)〉                             | 8:03      |
| 4. | 〈잃어버린 천국 (天國)〉 (featuring 성마리) | 3:32      |
| 5. | 〈GLISSANG〉                                | 9:54      |
| 6. | 〈바람코지 (EPILOGUE)〉                     | 10:18     |

## 참여 스텝
- 프로듀서 : 성시완
- 레코딩 엔지니어 : 조윤
- 기획사 : 시완레코드
- 레코딩 스튜디오 : Yun Studio

Executive Producer: Si-Wan